# Lippersdorf-Erdmannsdorf
Lippersdorf-Erdmannsdorf ist eine Gemeinde im Südosten des Saale-Holzland-Kreises in Thüringen und Teil der Verwaltungsgemeinschaft Hügelland/Täler.

## Geografie
Die Gemeinde liegt als zweireihig angelegtes Reihendorf im Tal der Roda und ist eines der sogenannten Tälerdörfer. Parallel zum mittig im Ort fließenden Bach verlaufen die beiden Straßen, an denen die Flur- und Grundstücke liegen. Die benachbarten Ortschaften sind Ottendorf etwa 2 km östlich, Weißbach etwa 2 km südlich, der Ortsteil Erdmannsdorf etwa 1 km westlich. Durch den Ort führt die Landesstraße L 1062, die in der Nähe der östlich verlaufenden A 9 bei Tautendorf in die Landesstraße L 1073 mündet und im Westen nach Kahla führt.

## Geschichte
Die Gründung von Lippersdorf erfolgte vermutlich im 12. Jahrhundert auf Rodungsland durch deutsche Siedler, deren Führer wahrscheinlich Liebrecht hieß.
Die urkundliche Ersterwähnung von Lippersdorf war laut Wolfgang Kahl am 29. Dezember 1293 und die von Erdmannsdorf am 31. März 1206. Die Verwaltungsgemeinschaft Hügelland-Täler vermerkt jedoch auf ihrer Website, dass bei einer Nachforschung im Thüringischen Hauptstaatsarchiv die ausgewiesene Original-Urkunde nicht gefunden werden konnte und dass die erste nachweisliche schriftliche Erwähnung von Lippersdorf in einer Urkunde Friedrich des Strengen aus dem Jahr 1350 im Staatsarchiv Altenburg gefunden wurde. 1543 kauften Brüder Apel und Kunz von Meusebach die Dörfer und Rittergüter Lippersdorf und Erdmannsdorf. Als die Familie 1753 ausstarb, fielen die Rittergüter an die Landesherrschaft Sachsen-Gotha-Altenburg zurück, 1825 an das Herzogtum Sachsen-Altenburg.
Zu DDR-Zeiten errichtete und unterhielt das Volkseigene Kombinat Großhandel WtB für die Kinder seiner Betriebsangehörigen das Ferienlager „Philipp Müller“ in Lippersdorf.

## Sehenswürdigkeiten
Die Ursprünge der Kirche sind im 12./13. Jahrhundert zu vermuten.
Die Kirche St. Nicolai (Lage→), Schutzheiliger der Schiffer, Wanderer und Fuhrleute, wird erstmals im ältesten Buch der Pfarrei, dem Kirchenrechnungsbuch aus den Jahren 1541–1663, erwähnt. Von jener alten Kirche ist baulich nur wenig übriggeblieben. Die heutige Kirche wurde 1714–1719 erbaut, der jetzige Kirchturm 1766.

## Bilder aus Lippersdorf und Erdmannsdorf 2013

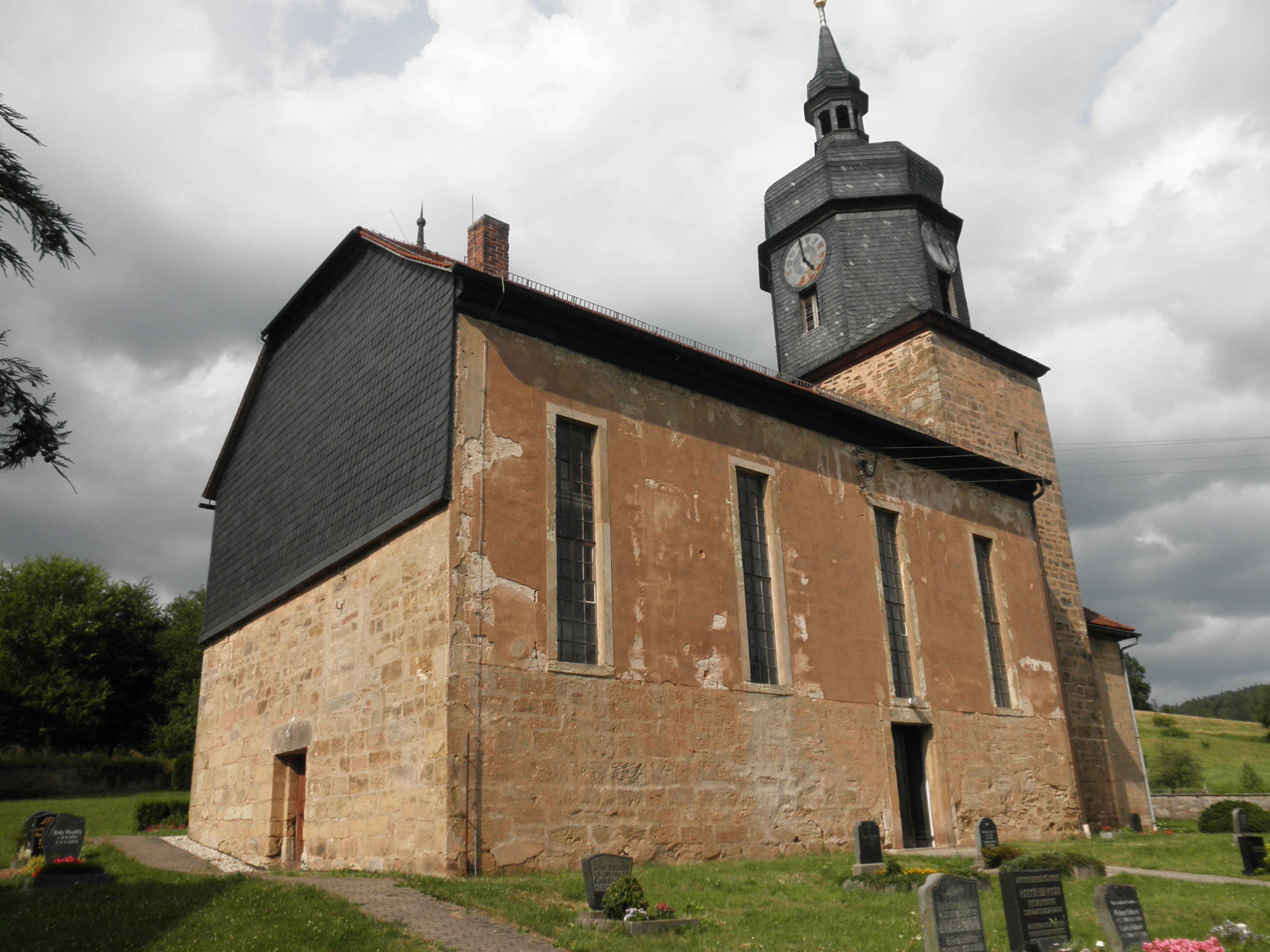
Kirche St. Nicolai in Lippersdorf
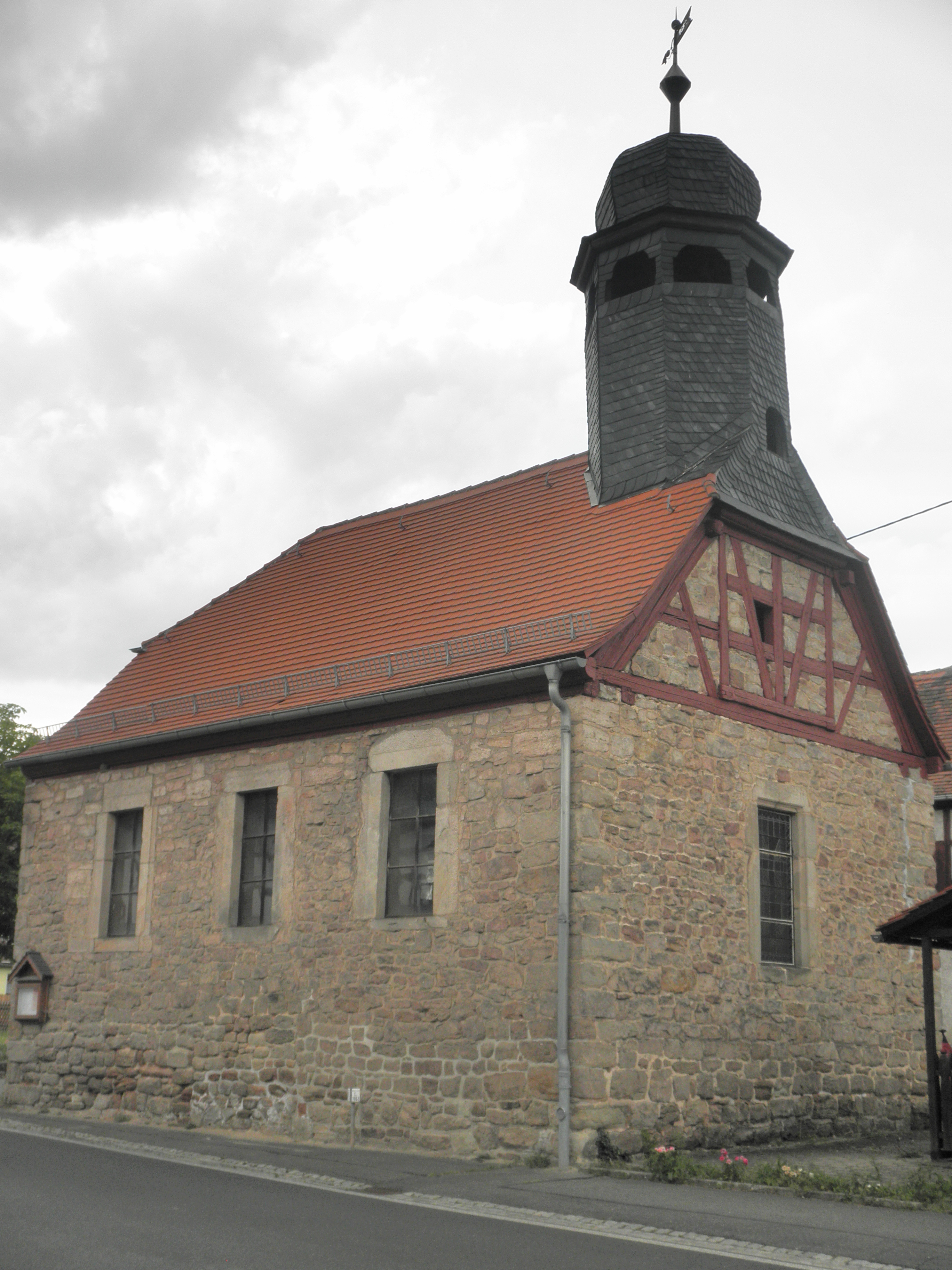
Kirche in Erdmannsdorf
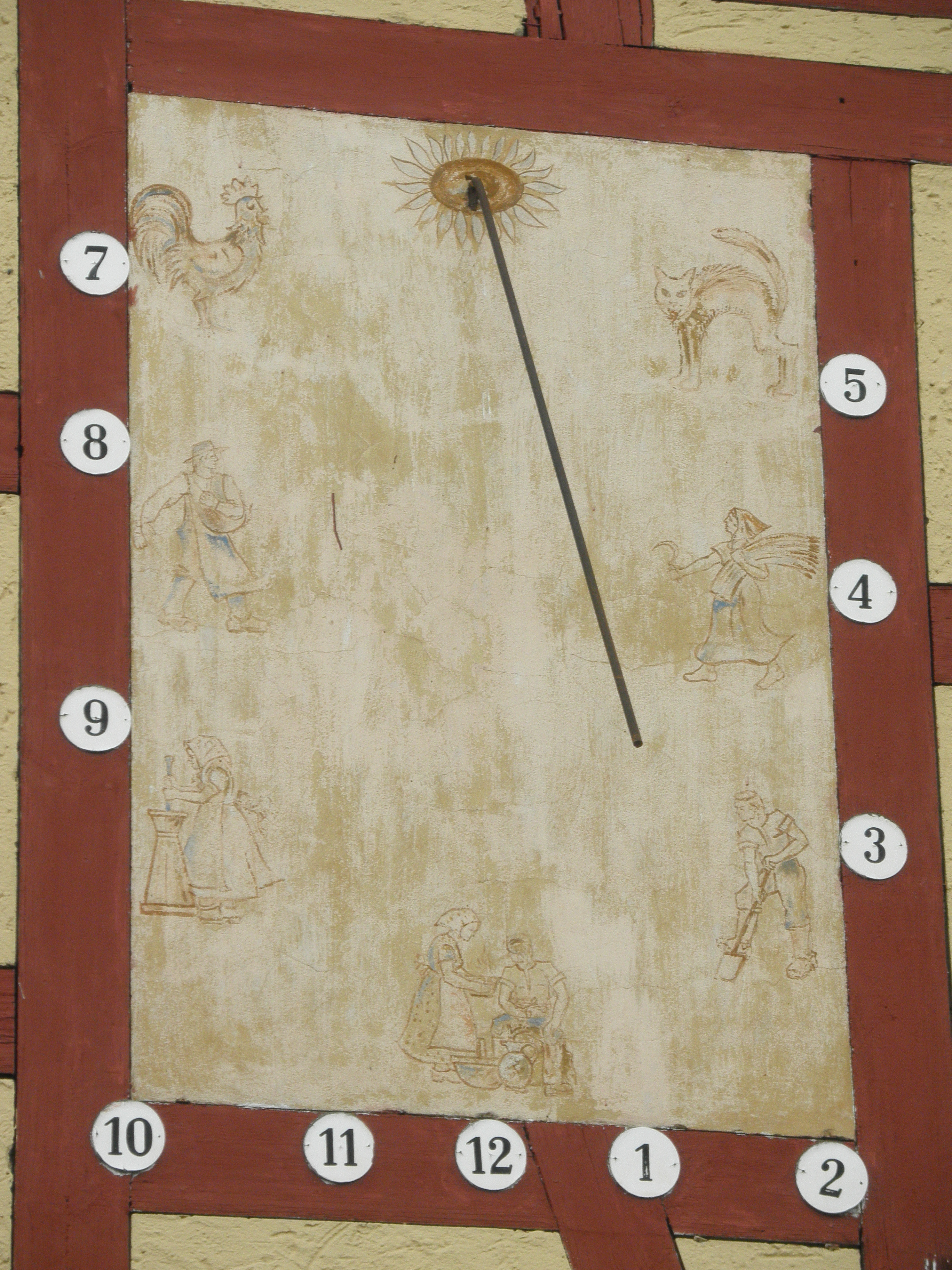
Sonnenuhr am Gemeindehaus in Erdmannsdorf
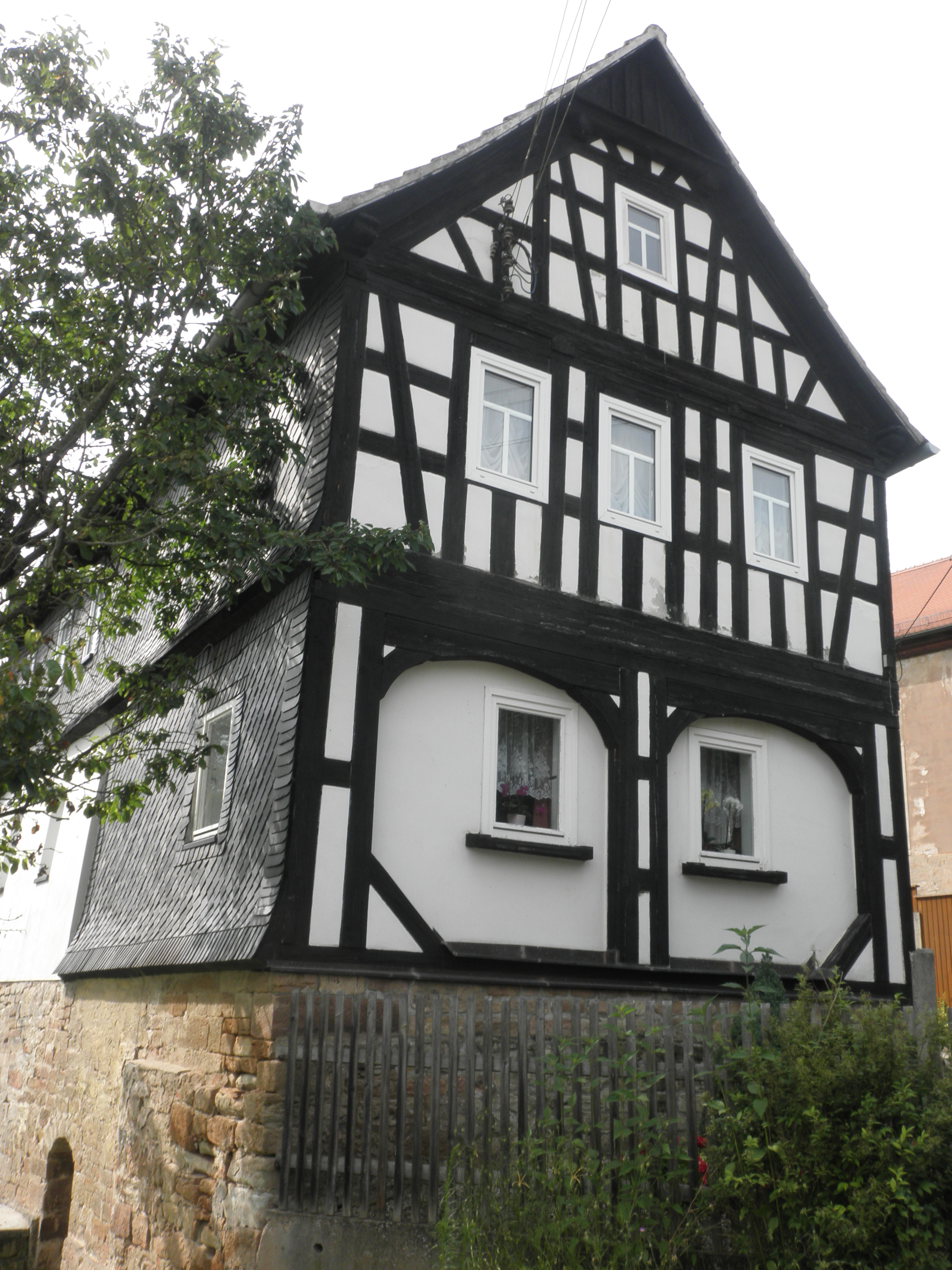
Fachwerkhaus in Lippersdorf